# Apriona germarii
Apriona germarii là một loài bọ cánh cứng trong họ Cerambycidae.